# Mauricio Cabello
Mauricio Cabello (ur. 17 marca 1980) – argentyński zapaśnik walczący w stylu klasycznym. Zajął siódme miejsce na igrzyskach panamerykańskich w 2003. Piąty na mistrzostwach panamerykańskich w 2001 i 2003. Brązowy medalista igrzysk Ameryki Południowej w 2002 roku.